# Барро (Изер)
Барро (фр. Barraux) — коммуна во Франции, находится в регионе Рона — Альпы. Департамент коммуны — Изер. Входит в состав кантона От-Грезиводан. Округ коммуны — Гренобль.
Код INSEE — 38027. Население коммуны на 2012 год составляло 1897 человек. Населённый пункт находится на высоте от 241 до 950 метров над уровнем моря. Муниципалитет расположен на расстоянии около 470 км юго-восточнее Парижа, 100 км восточнее Лиона, 34 км северо-восточнее Гренобля. Мэр коммуны — Christophe Engrand, мандат действует на протяжении 2014—2020 годов.
Динамика населения (INSEE):

## Города-побратимы
- Лануарно, Франция